# Thomas Dossevi
Thomas Dossèvi (ur. 6 marca 1979 w Chambray-lès-Tours, we Francji) – togijski piłkarz, grający na pozycji pomocnika. Wzrost: 183 cm, waga: 81 kg,

## Kariera
Urodził się w piłkarskiej rodzinie. Jego ojciec – Antoine był reprezentantem Togo, a przez większą część kariery grał w Tours FC. Thomas swoją karierę rozpoczynał w ASOA Valence, następnie przeniósł się na trzy sezony do LB Châteauroux, później grał w Stade de Reims. Kolejnym jego klubem był ówczesny beniaminek Ligue 1 – Valenciennes FC, z którym Dossevi wywalczył również awans. W latach 2007–2010 bronił barw FC Nantes. W latach 2010–2011 grał w Swindon Town, a w 2012 roku przeszedł do Chonburi FC. Grał też w rezerwach Valenciennes oraz w zespole USL Dunkerque. W 2016 roku zakończył karierę.
W reprezentacji debiutował 30 grudnia 2001, a przeciwnikiem Togo był Benin.
| Sezon   | Klub              | Kraj      | Flaga     | Rozgrywki            | Mecze | Bramki |
| ------- | ----------------- | --------- | --------- | -------------------- | ----- | ------ |
| 2000/01 | ASOA Valence      | Francja   | Francja   | Division 2           | 26    | 7      |
| 2001/02 | LB Châteauroux    | Francja   | Francja   | Division 2           | 6     | 0      |
| 2002/03 | LB Châteauroux    | Francja   | Francja   | Ligue 2              | 22    | 3      |
| 2003/04 | LB Châteauroux    | Francja   | Francja   | Ligue 2              | 6     | 1      |
| 2003/04 | Stade de Reims    | Francja   | Francja   | Ligue 2              | 17    | 4      |
| 2004/05 | Stade de Reims    | Francja   | Francja   | Ligue 2              | 35    | 9      |
| 2005/06 | Valenciennes FC   | Francja   | Francja   | Ligue 2              | 31    | 6      |
| 2006/07 | Valenciennes FC   | Francja   | Francja   | Ligue 1              | 20    | 2      |
| 2007/08 | FC Nantes         | Francja   | Francja   | Ligue 2              | 24    | 9      |
| 2008/09 | FC Nantes         | Francja   | Francja   | Ligue 2              | 10    | 0      |
| 2009/10 | FC Nantes         | Francja   | Francja   | Ligue 2              | 7     | 0      |
| 2010/11 | Swindon Town      | Anglia    | Anglia    | League One           | 27    | 3      |
| 2012    | Chonburi FC       | Tajlandia | Tajlandia | Premier League       | 10    | 4      |
| 2013/14 | Valenciennes FC B | Francja   | Francja   | CFA 2                | 14    | 0      |
| 2014/15 | USL Dunkerque     | Francja   | Francja   | Championnat National | 5     | 0      |
| 2015/16 | USL Dunkerque     | Francja   | Francja   | Championnat National | 4     | 0      |